# شهرستان مایمینسکی
شهرستان مایمینسکی (به لاتین: Mayminsky District) یک شهرستان در روسیه است که در جمهوری آلتای واقع شده‌است.